# Star Channel (España)
Star Channel (estilizado como ST★R Channel; y conocido anteriormente como Fox) es un canal de televisión por suscripción español, propiedad de The Walt Disney Company Spain & Portugal. El canal se dedica a la emisión de cine y series internacionales de éxito. 

## Historia
El canal inició transmisiones el 1 de junio de 2001 bajo el nombre de Fox.
El 15 de diciembre de 2009, comenzó sus emisiones la señal en alta definición del canal, llamada Fox HD.
En el otoño de 2011, varias empresas como Fox, Viacom, ESPN o Real Madrid TV estuvieron interesadas en alquilar la frecuencia que ocupaba La 10, propiedad de Vocento. Finalmente, Fox no alcanzó ningún acuerdo como ya le ocurrió negociando con Veo 7, canal que poseía Unidad Editorial.
El 4 de diciembre de 2012, Movistar avisó a los espectadores que el canal Fox abandonaría su dial el 1 de enero de 2013. Finalmente, el 31 de diciembre de 2012 el operador anunció que había llegado a un acuerdo, por lo que el canal mantiene sus emisiones en Movistar.
En el verano de 2017, Fox España realizó un acuerdo con Atresmedia para realizar la tercera temporada de la serie Vis a vis junto a Globomedia (Mediapro), siendo este el primer proyecto de producción propia del canal de pago. Su estreno se produjo el 23 de abril de 2018, habiendo sido renovada días antes por una cuarta temporada.
El 11 de marzo de 2024, Fox es renombrado como Star Channel.

## Disponibilidad
El canal emite en gran parte de las plataformas de pago, incluidas las más importantes como Movistar Plus+, Vodafone TV y Orange TV, además de operadores de cable como el vasco Euskaltel, donde además está disponible la versión Star Channel +2, una versión del canal que emite la misma programación pero 2 horas más tarde.